# Rollin’
Rollin’ (Air Raid Vehicle) (englisch für „Rollen (Luftschutzfahrzeug)“) ist ein Lied der US-amerikanischen Nu-Metal-Band Limp Bizkit. Der Song ist die dritte Singleauskopplung ihres dritten Studioalbums Chocolate Starfish and the Hot Dog Flavored Water und wurde am 10. Oktober 2000 veröffentlicht.

## Inhalt
Im Refrain von Rollin’ wird das Publikum direkt angesprochen, das in Bewegung bleiben und zum Song tanzen soll. Dabei werden metaphorisch Parallelen zu einem fahrenden Auto gezogen. In den Strophen wird vor allem die Band selbst gepriesen, die mit ihren Auftritten die Stimmung zum Kochen bringt und für ihre Musik mehrere Platin-Auszeichnungen erhalten hat.

“I move in, now move out, hands up, now hands down!

Back up, back up, tell me what you’re gonna do now!

Breathe in, now breathe out, hands up, now hands down!

Back up, back up, tell me what you’re gonna do now!

Keep rollin’, rollin’, rollin’, rollin’”

## Produktion
Das Lied wurde von dem US-amerikanischen Musikproduzenten Terry Date in Zusammenarbeit mit Limp Bizkit produziert. Der Text wurde vom Limp-Bizkit-Sänger Fred Durst verfasst, während die Musik von den Bandmitgliedern Wes Borland, John Otto und Sam Rivers geschrieben wurde.

## Musikvideo
Das Musikvideo zu Rollin’ wurde von Limp-Bizkit-Sänger Fred Durst gedreht. Mit über 282 Millionen Aufrufen (Stand Januar 2024) ist es das meistgesehene Video der Band auf YouTube.
Zu Beginn fahren die Schauspieler Ben Stiller und Stephen Dorff in ihrem Bentley Azure vor und geben dem auf einer Bank sitzenden Fred Durst den Autoschlüssel, in der Annahme er sei der Parkservice. Diese Chance lässt sich Fred Durst nicht entgehen und fährt daraufhin mit dem Auto durch New York City, wobei er nach und nach die weiteren Mitglieder von Limp Bizkit einsammelt. Zwischendurch werden Szenen gezeigt, in denen die Band den Song nachts auf dem Südturm des World Trade Centers spielt, das weniger als ein Jahr nach dem Dreh infolge der Terroranschläge am 11. September 2001 einstürzte. Weitere Aufnahmen zeigen Fred Durst, der den Song, begleitet von fünf Background-Tänzerinnen, singt.
Das Video gewann bei den MTV Video Music Awards 2001 den Preis in der Kategorie Best Rock Video.

## Single

### Covergestaltung
Das Singlecover zeigt eine Comiczeichnung der fünf Bandmitglieder Fred Durst, Wes Borland, John Otto, Sam Rivers und DJ Lethal. Während Fred Durst in einem Cabrio der Marke Bentley sitzt, stehen die anderen Mitglieder daneben. Im unteren Teil des Bildes befinden sich die schwarzen Schriftzüge limp bizkit und rollin’. Der Hintergrund ist je nach Singleversion lila, hellblau, gold oder weiß gehalten.

### Titelliste
1. Rollin’ (Air Raid Vehicle) – 3:33
2. I Would for You (Live) – 4:40
3. Take a Look Around (Instrumental) – 6:21
4. Rollin’ (Video) – 4:04

### Chartplatzierungen
Rollin’ stieg am 5. Februar 2001 auf Platz 18 in die deutschen Charts ein und erreichte drei Wochen später mit Rang 10 die höchste Position. Insgesamt konnte es sich 14 Wochen lang in den Top 100 halten. In den deutschen Jahrescharts 2001 belegte die Single Platz 83. Besonders erfolgreich war der Song im Vereinigten Königreich und in Irland, wo er die Chartspitze erreichte. Damit ist er der einzige Nummer-eins-Hit der Band. Die Top 10 erreichte Rollin’ zudem u. a. in Finnland, Norwegen, Schweden und Österreich.
| ChartsChartplatzierungen       | Höchstplatzierung | Wochen |
| ------------------------------ | ----------------- | ------ |
| Deutschland (GfK)              | 10 (14 Wo.)       | 14     |
| Österreich (Ö3)                | 10 (17 Wo.)       | 17     |
| Schweiz (IFPI)                 | 21 (14 Wo.)       | 14     |
| Vereinigte Staaten (Billboard) | 65 (17 Wo.)       | 17     |
| Vereinigtes Königreich (OCC)   | 1 (13 Wo.)        | 13     |

| ChartsJahrescharts (2001)    | Platzierung |
| ---------------------------- | ----------- |
| Deutschland (GfK)            | 83          |
| Österreich (Ö3)              | 53          |
| Vereinigtes Königreich (OCC) | 27          |

### Auszeichnungen für Musikverkäufe
Rollin’ wurde im Jahr 2025 für mehr als 1,2 Millionen Verkäufe im Vereinigten Königreich mit einer Doppelplatin-Schallplatte ausgezeichnet. 2023 erhielt es für über 250.000 verkaufte Einheiten in Deutschland eine Goldene Schallplatte.

| Land/Region                  | Auszeichnungen für Musikverkäufe (Land/Region, Auszeichnung, Verkäufe) | Verkäufe  |
| ---------------------------- | ---------------------------------------------------------------------- | --------- |
| Australien (ARIA)            | Gold                                                                   | 35.000    |
| Dänemark (IFPI)              | Gold                                                                   | 45.000    |
| Deutschland (BVMI)           | Gold                                                                   | 250.000   |
| Neuseeland (RMNZ)            | 2× Platin                                                              | 60.000    |
| Vereinigtes Königreich (BPI) | 2× Platin                                                              | 1.200.000 |
| Insgesamt                    | 3× Gold · 4× Platin ·                                                  | 1.590.000 |

Hauptartikel: Limp Bizkit/Auszeichnungen für Musikverkäufe

## Rollin’ (Urban Assault Vehicle)
Ebenfalls auf dem Album Chocolate Starfish and the Hot Dog Flavored Water befindet sich mit Rollin’ (Urban Assault Vehicle) eine Hip-Hop-Version des Songs, auf dem neben Fred Durst auch die Rapper DMX, Method Man und Redman zu hören sind.